# Prosena sarcophagina
Prosena sarcophagina là một loài ruồi trong họ Tachinidae.